# John Boye
John Boye, född 23 april 1987 i Accra, är en ghanansk fotbollsspelare.

## Karriär

### Klubblag
John Boye kom till Rennes från Heart of Lions 2008, då han först blev utlånad och matchades i Rennes B-lag. I juli 2009 blev lånet permanent.
Efter fyra säsonger och 63 matcher i Ligue 1 så skrev Boye på för turkiska Kayserispor.

### Landslag
Boye debuterade för Ghanas landslag 22 juni 2008 i en match mot Gabon. Han blev uttagen i Ghanas trupp till Afrikanska mästerskapet 2012 och 2013. Han var även med när Ghana spelade i VM 2014.